# 牧野力
牧野 力（まきの つとむ、1938年5月10日 - ）は、日本の官僚。元通商産業事務次官。牧野伸顕の玄孫にあたる。

## 来歴・人物
神奈川県出身。湘南高等学校を経て、東京大学法学部卒業。
1963年に通産省入省。産業政策局長から事務次官を経て、退官後は日本生命顧問、1998年10月から新エネルギー・産業技術総合開発機構理事長。
昭和38年入省組同期には、麻生渡、黒田直樹、秋山収（内閣法制局長官）、横堀恵一（エネ研理事長、国際エネルギー機関パリ本部局長）、佐伯嘉彦（日本製紙連合会理事長）、渡辺光夫（製品安全協会理事長）、川口融（福岡通産局長、川口順子の夫）、小野榮一（三菱化学DRM社長、日本航空宇宙工業会専務理事）、高島章（特許庁長官）などがいる。
高島章とは所謂「通産省4人組事件」での人事抗争も絡んだ次官争いを演じた。これは一方で、通産省の大物技官OBであった内田元亨がフジタとの地熱発電事業に対する債務保証の思惑も絡んで、対立関係にあった牧野の次官阻止を意図して勃発したものだとも巷間いわれている。のち、主流派と目された牧野、次の渡辺修が次官となった。次官就任以降も引き続き米通商代表部との日米貿易交渉たる日米自動車交渉・日米半導体交渉の対米輸出自主規制枠の協定締結に当たってきた。

## 略歴
- 1981年　通商産業省産業政策局消費経済課長
- 1984年　同・機械情報産業局電子政策課長
- 1986年　同・機械情報産業局総務課長
- 1987年　同・大臣官房会計課長
- 1988年　同・通商政策局経済協力課長
- 1989年　資源エネルギー庁公益事業部長
- 1990年6月　通商産業省機械情報産業局次長
- 1992年6月　同・基礎産業局長
- 1993年6月　同・大臣官房長
- 1994年12月　同・産業政策局長
- 1996年8月　通商産業事務次官（1997年7月まで）
- 新エネルギー・産業技術総合開発機構副理事長
- 2003年10月 新エネルギー・産業技術総合開発機構理事長（2007年9月30日まで）
- 財団法人新エネルギー財団会長
- 財団法人日本情報処理開発協会会長